# كونور هنت
كونور هنت (بالإنجليزية: Connor Hunte)‏ هو لاعب كرة قدم بريطاني في مركز نصف الجناح، ولد في 12 سبتمبر 1996 في سري في المملكة المتحدة. لعب مع دولويتش هاملت وستيفيناغ بوروه ووولفرهامبتون واندررز.

## وصلات خارجية
- كونور هنت على موقع قاعدة بيانات كرة القدم.إي يو (الإنجليزية)
- كونور هنت على موقع Soccerbase.com (لاعب) (الإنجليزية)
- كونور هنت على موقع Soccerway.com (الإنجليزية)